# Hipponix subrufus
Hipponix subrufus är en snäckart som först beskrevs av Jean-Baptiste Lamarck 1819.  Hipponix subrufus ingår i släktet Hipponix och familjen Hipponicidae. Inga underarter finns listade i Catalogue of Life.